# Kathleen Collins
Kathleen Collins   (Jersey City, 18 de març de 1942 - Manhattan, 18 de setembre de 1988) també coneguda amb els noms de Kathleen Conwell, Kathleen Conwell Collins o Kathleen Collins Prettyman, fou una poeta, guionista, directora de cinema, activista dels drets civils i professora afroamericana estatunidenca de Jersey City. Les seves dues pel·lícules The Cruz Brothers and Miss Malloy (1980) i Losing Ground (1982) es consideren pioneres en el cinema fet per dones negres. Tot i que Losing Ground no va aconseguir projectar-se a gran escala, és una de les primeres pel·lícules fetes per una dona negra que explica una història dirigida al consum popular. En canvi el seu film Julie Dash's Daughters of the Dust (1991) va esdevenir el primer film creat per una dona negra que va gaudir de distribució comercial. Influïda per Lorraine Hansberry, va escriure sobre afroamericans com a subjectes humans i no només com a mers subjectes racials.

## Biografia
Fou filla de Loretta Pierce i Frank Conwell. Després de graduar-se de l'institut el 1959, el 1963 va obtenir un batxillerat universitari en filosofia i religió al Skidmore College. El 1962 va esdevenir activa en el moviment afroamericà pels drets civils després que dos líders del Student Nonviolent Coordinating Committee visitessin el seu campus. Ella ajudava a que els residents negres es registressin per a poder votar i fou arrestada dues vegades quan estava treballant al Moviment d'Albany.
Després de graduar-se a Skidmore, va estudiar francès a mentre atenia a l'escola de graduats de la Universitat Harvard. El 1965 va obtenir una beca per estudiar a la Universitat de la Sorbona de París, a on el 1966 va obtenir el màster en literatura francesa i cinema.

## Carrera
Collins va començar a treballar com a professora d'història del cine i de guió a la Universitat de la Ciutat de Nova York. En aquells moments el director Ronald K. Gray la va encoratjar a que escrivís un guió cinematogràfic d'un conte de Henry Roth. Aquesta pel·lícula fou The Cruz Brothers and Mrs. Malloy, que va guanyar el primer premi del Festival de Cinema Sinking Creek. El 1982 va estrenar la pel·lícula Losing Ground, que va escriure i dirigir. Aquest fou el primer llargmetratge dirigit per una dona afroamericana i va guanyar el primer premi del Festival de Cinema Internacional Figueroa de Portugal. Aquests dos films foren gravats al comtat de Rockland de l'estat de Nova York i estan distribuïts per Milestone Films.
Collins va escriure va escriure altres guions per teatre i cinema però les seves obres teatrals més conegudes són In the Midnight Hour (1981) i The Brothers (1982). Els temes més freqüents d'aquestes obres són la violència domèstica, la dominació dels homes, la llibertat d'expressió i la persecució dels intel·lectuals. Les seves protagonistes són dones auto-reflexives que s'han mogut des de la subjugació cap a l'empoderament.

### Reconeixements pòstums
Després de la mort súbdita de Collins el 1988 la seva obra, la majoria encara no publicada, fou heretada per la seva filla, Nina Collins, que el 2006 va començar a treballar per a restaurar i publicar-la.
El 2015 es va publicar pòstumament el conte "Interiors" a l'obra A Public Space que tractava sobre el divorci del seu primer marit.
El 2015 es va restaurar i reeditar Losing Ground. El mateix any se'n va fer una versió teatral. El The New Yorker va descriure a aquesta obra com la gran descoberta del 2015 L'abril de 2016 es van editar Losing Ground i The Cruz Brothers and Mrs. Mally en un doble disc (en DVD i Blu-ray).
El desembre 2016, l'editorial HarperCollins'Ecco va publicar una compilació de contes de Collins titulada Whatever Happened to Interracial Love?. Aquestes obres havien estat escrites en la dècada de 1970 i tractaven sobre el territori íntim de la vida, els amors i les pèrdues de les dones afroamericanes.
El febrer de 2019 la filla de Kathleen, Nina Lorenz Collins va compilar les històries curtes de la seva mare, així com els seu diari personal, escrits i guions a l'obra Notes From a Black Woman's Diary.

## Defunció
Collins va morir de càncer de pit el 1988 als 46 anys al Centre de Càncer Memorial Sloan Kettering de Manhattan, Nova York.